# Samantha Spiro
Samantha Spiro (Reino Unido, 20 de junho de 1968) é uma atriz inglesa, conhecida por interpretar Maureen Groff na série Sex Education.